# Jamke Chima
Jamke Chima é uma cidade do Paquistão localizada na província de Punjab.